# Länsväg 187
De Zweedse weg 187 (Zweeds: Länsväg 187) is een provinciale weg in de provincie Västra Götalands län in Zweden en is circa 30 kilometer lang.

## Plaatsen langs de weg
- Vara
- Stora Levene
- Järpås
- Lidköping

## Knooppunten
- E20 bij Vara (begin)
- Riksväg 47: kort gezamenlijk tracé, bij Vara/Stora Levene
- Riksväg 44 bij Lidköping (einde)